# Erannis fisca
Erannis fisca là một loài bướm đêm trong họ Geometridae.